# Bhavina Patel
Pour les articles homonymes, voir Patel.
Bhavina Hasmukhbhai Patel (gujarati : ભાવિના હસમુખભાઈ પટેલ), née le 6 novembre 1986 à Mehsana, est une joueuse de tennis de table handisport indienne concourant en Class 4 pour les athlètes en fauteuil roulant ayant une bonne utilisation du tronc et des bras. Elle est vice-championne paralympique lors des Jeux de 2020.

## Biographie
Bhavina Patel est née à Mehsana au Gujarat. À l'âge de un an, elle est victime de la poliomyélite et perd l'usage de ses jambes. Ses parents ne pouvant acheter un fauteuil roulant, elle est portée chaque jour jusque l'école.

## Carrière
En 2011, après avoir remporté le Tournoi de Thaïlande, elle atteint la 2e place du classement mondial. Deux ans plus tard, elle remporte la médaille d'argent des Championnats d'Asie à Pékin. En 2017, elle obtient le bronze aux Championnats asiatiques.
En quart-de-finale des Jeux paralympiques d'été de 2020, elle bat la n°2 mondiale et championne paralympique en titre, la Serbe Borislava Perić 11-5, 11-6, 11-7 en 18 minutes. En demi, elle bat la Chinoise Zhang Miao, n°3 mondiale — contre qui elle avait perdu 11 fois d'affilée — mais perd en finale contre la Chinoise Ying Zhou. Elle obtient la seule médaille de l'Inde en tennis de table aux Jeux de 2020.

## Palmarès

### Jeux paralympiques
- 2021 : Tokyo,  Japon
  -  Médaille d'argent aux Jeux Paralympique en classe 4